# Фактор свёртывания крови XI
Фактор свёртывания крови XI (синоним Плазменный предшественник тромбопластина) — белок γ—глобулин, профермент (протеаза). Играет важную роль в процессах свёртывания крови.
Данный фактор продуцируется в печени. Активируется фактором Хагемана. В свою очередь вместе с ионами Ca2+ оказывает непосредственное влияние на фактор IX, переводя его в активное состояние.
Гемофилия C является наследственной недостаточностью данного фактора свёртывания.
Ингибиторы: милвексан, асундексиан.